# Viez
Mit Viez (westmitteldeutscher Ausdruck) bezeichnet man im westlichen Rheinland-Pfalz und im nördlichen Saarland den meist stark säurehaltigen Apfelwein oder Birnenwein. Demgegenüber wird in weiteren Teilen des Saarlandes und in Luxemburg der frisch gepresste bzw. pasteurisierte Apfelsaft mit Viez und der Apfelwein mit „sauerem Viez“ bezeichnet, der Most demgegenüber oft als „süßer Viez“.
Eine saarländische Unterart des Viez ist der Särkower, der Saargauer, der Viez aus den Äpfeln der Saargau-Seite der Saar, dem Landstrich zwischen der Saar und der deutsch-französischen Grenze. Die Äpfel wachsen hier an den Ost- und teilweise an den Nordhängen; der Särkower ist daher besonders säurehaltig.
Die folgenden Abschnitte beziehen sich auf die moselfränkische Definition.

## Obstsorten
Die verwendeten Apfelsorten, welche entsprechend Viezäpfel (auch Holzäpfel genannt, aber nicht mit dem Europäischen Wildapfel identisch) genannt werden, sind meist kleine, saure, sehr aromatische Sorten aus dem Streuobstbau, die kaum für den direkten Verzehr geeignet sind, jedoch recht viel Most ergeben. Typische Vertreter sind der Rote und Weiße Trierer Weinapfel, der Porzenapfel, der Wiesenapfel oder der Bohnapfel, die alle regionale Dialektbezeichnungen tragen. Seit den 1920er Jahren wird auch die Sorte Erbachhofer häufig verwendet. Zu einem kleineren Teil wird auch vergorener Birnenmost als „Birnenviez“ hergestellt. Auch das Mischen von Äpfeln mit Birnen kommt vor, meistens um einen zu starken Säuregehalt des Apfelmosts zu mildern. Reiner Birnenviez soll stark abführend wirken.

## Wortherkunft
Eine sichere Wortherkunft ist nicht belegt. Das Wort entstammt möglicherweise dem lateinischen Wort vice mit der Bedeutung an Stelle (von) bzw. für Wein – lat. vinum; diese These wurde bereits 1834 von Philipp Laven vorgebracht. Plausibel wäre auch eine Ableitung von vitis für Weinstock oder Rebe. Der „Vice-Wein“ war ursprünglich kein Obstwein, sondern ein Aufguss, hergestellt aus bereits gekelterten – ausgepressten – Weintrauben. Die ziemlich trocken gepressten Rückstände, der so genannte Trester oder Treber, wurde mit Wasser übergossen, das nach einer gewissen Standzeit einen trauben- oder weinähnlichen Geschmack annahm. Dieser „Ersatzwein“ war Alltagsgetränk auch für die Knechte eines Weinbauern, die sich den „richtigen“ Wein nicht leisten konnten. Für Ersatzwein steht auch das lateinische Wort faex mit der Bedeutung Bodensatz oder Hefe  – eine weitere Option für die Wortherkunft, die zwar nach den Regeln des Lautwandels plausibel ist, jedoch semantisch wenig Sinn ergibt, da es keine Belege für mit Apfelwein oder Viez in Verbindung stehende Zwischenformen gibt. Ebenfalls könnte das lateinische potio für Getränk oder Trinken eine etymologische Wurzel darstellen, wobei dasselbe auch auf die so genannte Porz (s. weiter unten), aus der man den Viez trinkt, zutreffen könnte.

## Herstellung
Vergoren und gelagert wurde der Viez früher ausschließlich in Holzfässern, heute jedoch auch in Kunststoffbehältern oder -tanks. Dies entspricht weitgehend dem üblichen Herstellungsprozess des Apfelweines. Seitdem Viez eine regionale Aufwertung erfahren hat, lassen sich grundsätzlich zwei Verfahren unterscheiden: Zum einen wird der Most beim traditionellen Verfahren wie im häuslichen Gebrauch spontan vergoren, wobei die evtl. vorhandenen Milchsäurebakterien dem fertigen Produkt einen eigenständigen Charakter verleihen. Ein Restgehalt an Kohlensäure ist dabei üblich. Zum anderen werden wie im Weinbau Reinzuchthefen im Gärprozess verwendet.
Traditionell wird der Viez nicht abgeschlaucht, das heißt, der bei der Gärung entstehende Flor bleibt erhalten und schwimmt auf dem fertigen Viez und schirmt ihn so vor Sauerstoff ab. Im Rahmen der Qualitätssteigerung wird immer öfter von diesem Vorgehen abgewichen.

## Alkoholgehalt
Der Alkoholgehalt liegt bei ca. 5–7 Vol.%, kann aber auch bis ca. 11 Vol.% betragen.

## Vermarktung
Verkauft wird der Viez entweder in der Gastronomie direkt vom Fass oder in Flaschen. Da es für den Begriff Viez keinen brauchbaren gesetzlichen Schutz gibt, kommt es hier zu einer etwas chaotischen Wortnutzung. Während normalerweise nur der Apfel- oder Birnenwein als Viez auf den Markt kommt, gibt es auch Abweichungen. So wird auch der unvergorene Most öfters als Süßer Viez auf den Flaschen bezeichnet. Dazu muss jedoch oft in höherem Maße Schwefel zugesetzt werden um die Gärung aufzuhalten, was die industriell abgefüllten milderen Viezsorten oft unbekömmlicher macht als der gegorene Apfelwein. Beim echten, nicht-industriell hergestellten Viez ist dies natürlich verpönt. Wenn der neue Viez zu gären anfängt, lässt man ihn gären und trinkt ihn in den verschiedenen Reifestufen, was den Überraschungseffekt beim Genuss vergrößert. Halbvergorenen Viez bezeichnet man in der Trierer Gegend, einem Viez-Kernland, als „schärpsig“; er gilt bei vielen als besondere Delikatesse.

## Darreichung

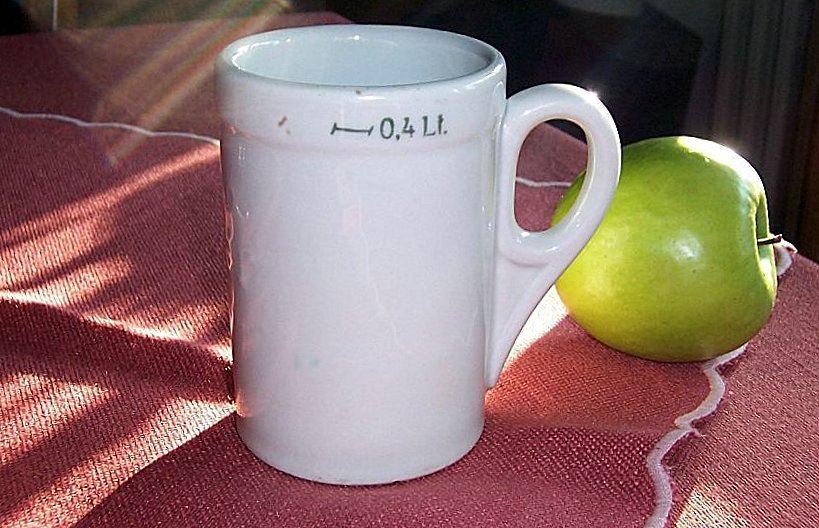
Die Viezporz – das kulturell korrekte Trinkgefäß für den Viez

Im moselfränkischen Raum ist das Trinkgefäß „Viezporz“ (meist 0,4 l, inzwischen auch als 0,2 l oder Miniatur für Schnaps (4 cl) erhältlich) zu Hause, die aus weißem Porzellan besteht (moselfränkisch, gesprochen: „Poarz“ oder „Peerzi“). In früheren Zeiten bewahrte man den Viez hier in größeren Steingutgefäßen auf (Viezkrug), ähnlich dem „Bembel“ im Frankfurter Raum. Damals hatte der Viez wegen seines niedrigen Preises und Ermangelung anderer alkoholischer Getränke sowie der Einfachheit der Herstellung und der Haltbarkeit einen – vornehmlich bei der ärmeren Bevölkerung – sehr hohen Stellenwert. So saß man im Winter um den üblicherweise in der Mitte des Gastraumes aufgestellten großen Ofen herum, auf dem der Viez aufgewärmt wurde, spielte Karten und erzählte sich dabei Neuigkeiten und Geschichten. Der Viez durfte zu jener Zeit bei keiner Feier fehlen und er wurde auch sehr gerne beim Wandern wie auch bei der Feldarbeit als Teil des Proviants verwendet. Biertrinker galten damals als Angeber. Da die Nachfrage in Gastronomiebetrieben nach Viez in den letzten Jahren nach einer etwa zwei Jahrzehnte dauernden Flaute wieder sehr stark gestiegen war, ging man (etwa seit 1990) in vielen Gaststätten dazu über, den Viez wie Bier über die Zapfanlage mittels zusätzlicher Kohlensäure auszuschenken, was den Viez noch frischer und prickelnder schmecken lässt. Hierzu sollte jedoch gesagt sein, dass man den Apfelwein auf Dauer nicht mit einem gewöhnlichen Bierzapfhahn zapfen sollte. Der Apfelwein ist so aggressiv, dass er den Edelstahl-Bierhahn schädigt, weshalb man sich mit der Variante aus Plastik begnügen muss.

## Speisen
An der Mosel wird Viez gerne als Begleitgetränk zu gebackenen Fischen gereicht. Es gibt allerdings nur noch wenige Gaststätten, die aus der Mosel stammenden Fisch anbieten. Anlässlich verschiedener Fischerfeste wird allerdings verbreitet Moselfisch mit Viez verkauft. Auch wird in einigen Gaststätten der Limburger Käse, sowie auch andere deftige Käsesorten, mit einer Porz Viez serviert. In Kombination mit fettreichem Essen wie Blut- und Leberwurst soll der Viez beim Verdauen helfen. Im Raum Trier wurden Esskastanien zum Viez gereicht. Eine Tradition die heute kaum noch praktiziert wird.  Es ist auch möglich, Weincreme statt mit Wein alternativ mit Viez zuzubereiten, womit es sich also eigentlich um Viezcreme handelt. In der lokalen Spitzengastronomie konnte sich der Viez, trotz einer Renaissance der lokalen Küche, auf Grund seiner einfachen und groben Beschaffenheit nie etablieren.

## Die Viezstraße
Die Viezstraße ist eine deutsche Ferienstraße.
Sie hat eine Länge von etwa 180 km und verläuft
von Trier an der Mosel über Konz und den Saargau bis nach Saarlouis-Wallerfangen und weiter nach Merzig an der Saar.
In einigen dieser Regionen wird regelmäßig eine Viezprämierung veranstaltet, in denen hauptsächlich die kleineren und privaten Keltereien im Wettbewerb stehen. Auch Viezfeste werden regelmäßig veranstaltet, bei denen nicht selten Viezkönig(innen) und Viezprinzessinnen gekürt werden. Zu diesen Anlässen werden auch zunehmend Viezlieder komponiert und gesungen.

## Viezbruderschaft

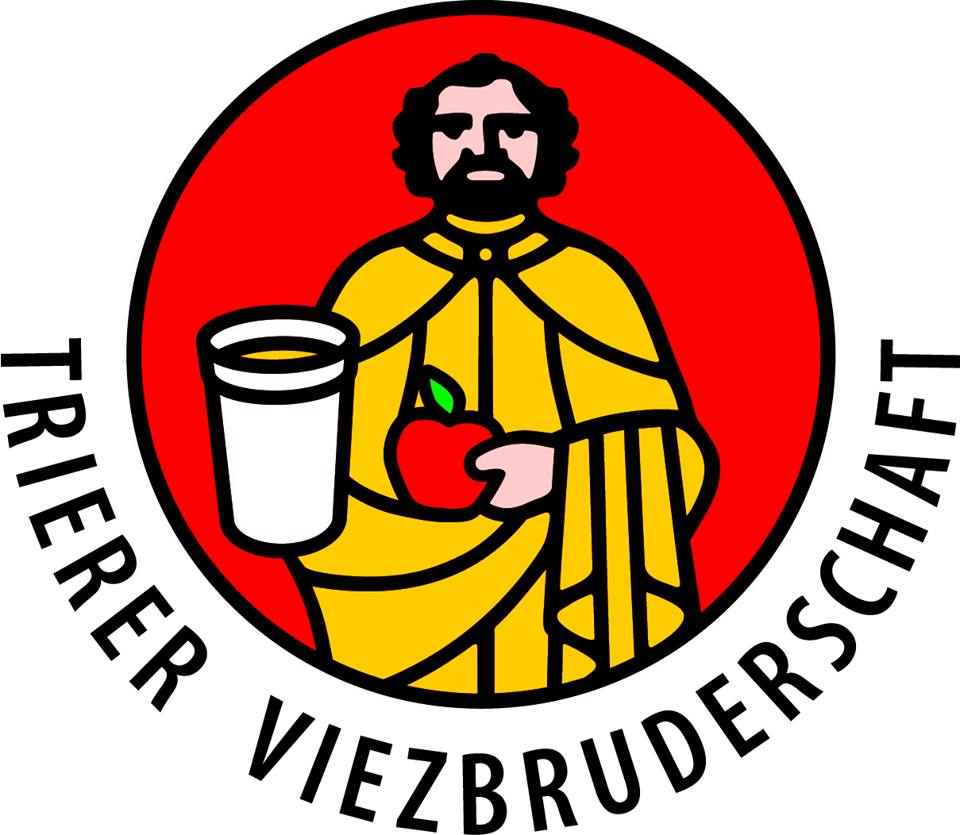
Logo der Trierer Viezbruderschaft. Der Trierer Stadtpatron Petrus mit Viezporz und Apfel

In Trier besteht seit 2012 der Trierer Viezbruderschaft e. V. Zweck des Vereins ist laut Satzung die Förderung der Heimatpflege und der Heimatkunde, die Erhaltung der regionaltypischen Streuobstwiesen und die Unterstützung der regionalspezifischen Viezkultur, sowie die Weiterführung, Erhaltung und Pflege dieses traditionellen Brauchtums in Trier und Umgebung. Alle zwei Jahre veranstaltet der Verein auf dem Trierer Domfreihof das Trierer Viezfest. Auf Initiative der  Viezbruderschaft wurde der Viez von der UNESCO als immaterielles Weltkulturerbe anerkannt. Diese Initiative wurde vom Land Rheinland-Pfalz und vielen Organisationen in der gesamten Region unterstützt. Nach Angaben der Bruderschaft wird damit die große Bedeutung des Viezes gewürdigt werden, so sei der Anbau der Äpfel auf Streuobstwiesen landschaftsprägend und ökologisch wertvoll, die Herstellung und der Verkauf sei ein wichtiger Teil der Wirtschafts- und Alltagsgeschichte und der Ausschank und der Genuss sei Teil des Lebens vieler Menschen.